# Лобковицы

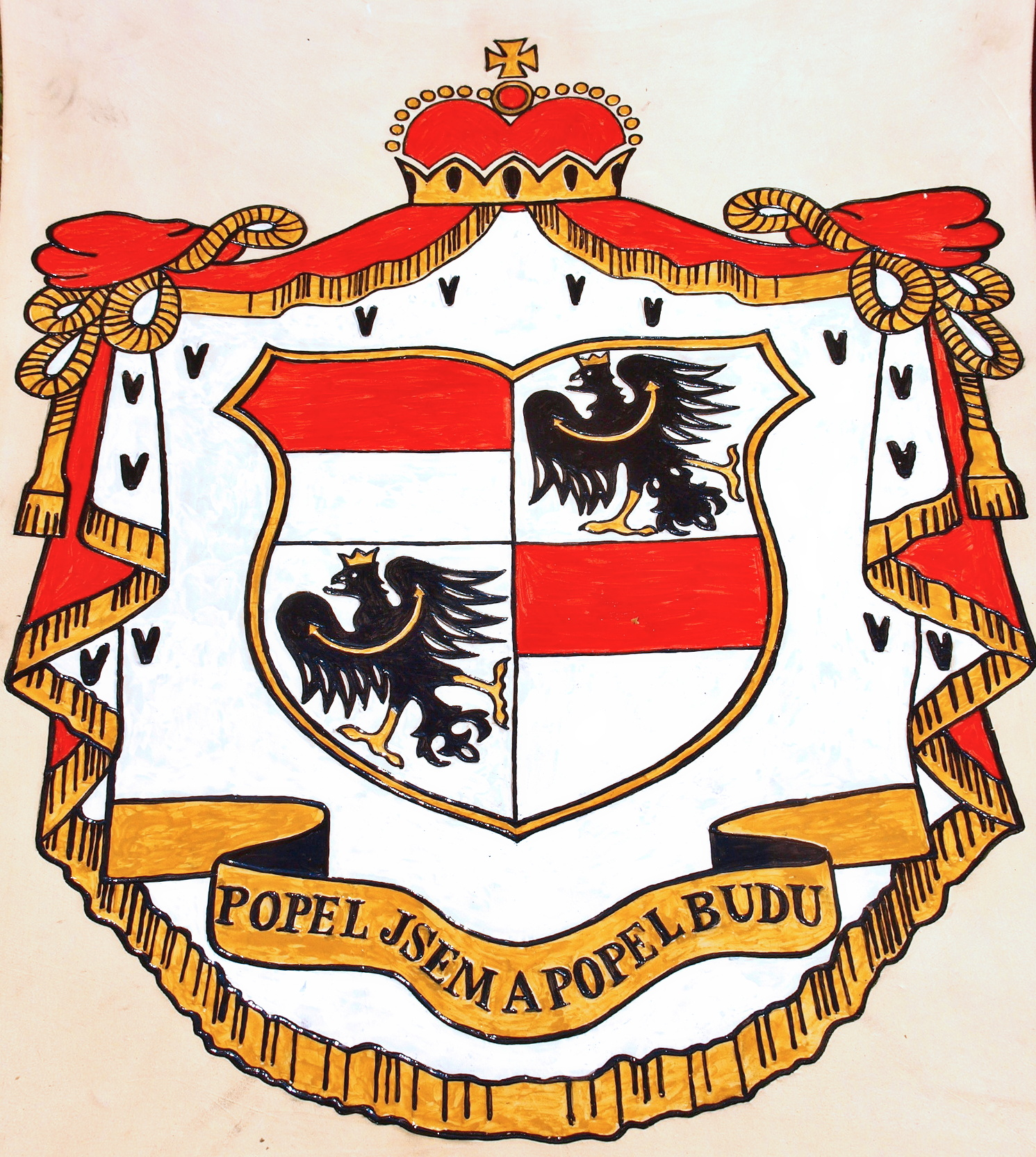
Изображение герба Лобковицов в Лобковицком дворце

Лобковицы (нем. Lobkowitz, чеш. Lobkovicové) — один из знатнейших дворянских родов Богемии (Чехии). Известен с XIV века, в XV веке распался на несколько ветвей, которые обосновались в Роуднице-над-Лабем, Дольни-Берковице, Кршимице, Мельнике и Брюсселе.

## История рода
Основателем рода был земан Микулаш Бедный (ум. 1435/1441), сын рыцаря Мареша из Уезда, служивший писарем в Кутна-Горе и заслуживший благосклонность короля Вацлава IV. Среди приобретённых Микулашем имений была полабская деревушка Лобковице, давшая название роду его потомков.
Старшая (саксонская) линия Лобковицев происходит от брака Микулаша II Гасиштейнского с Софией из рода Жеротинов (потомки легендарного Олега Русского). Одна из младших ветвей получила после Белогорской битвы княжеское Священной Римской империи достоинство и приобрела во владение герцогство Саган в Силезии.

## Известные представители

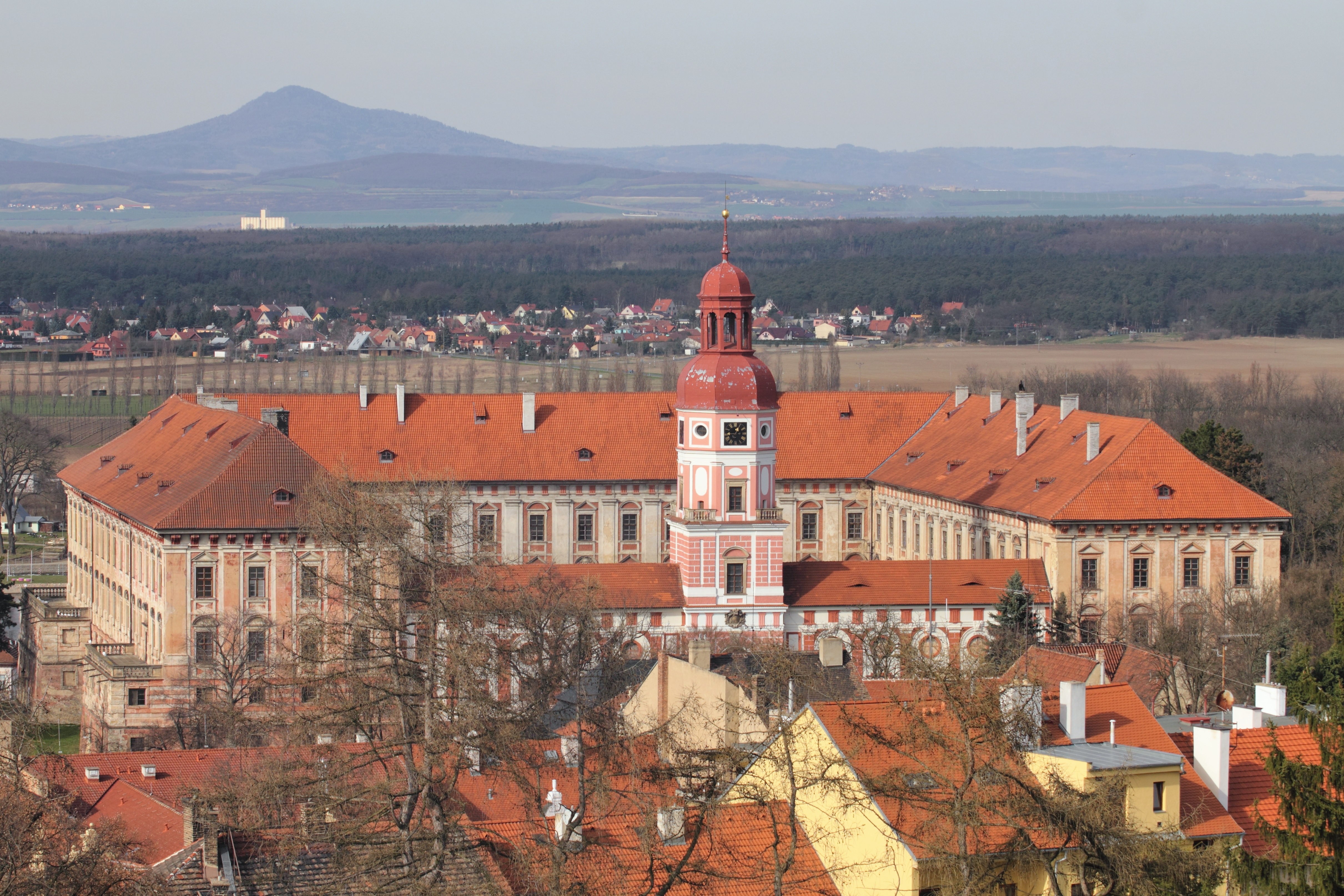
Резиденция в Роуднице-над-Лабем

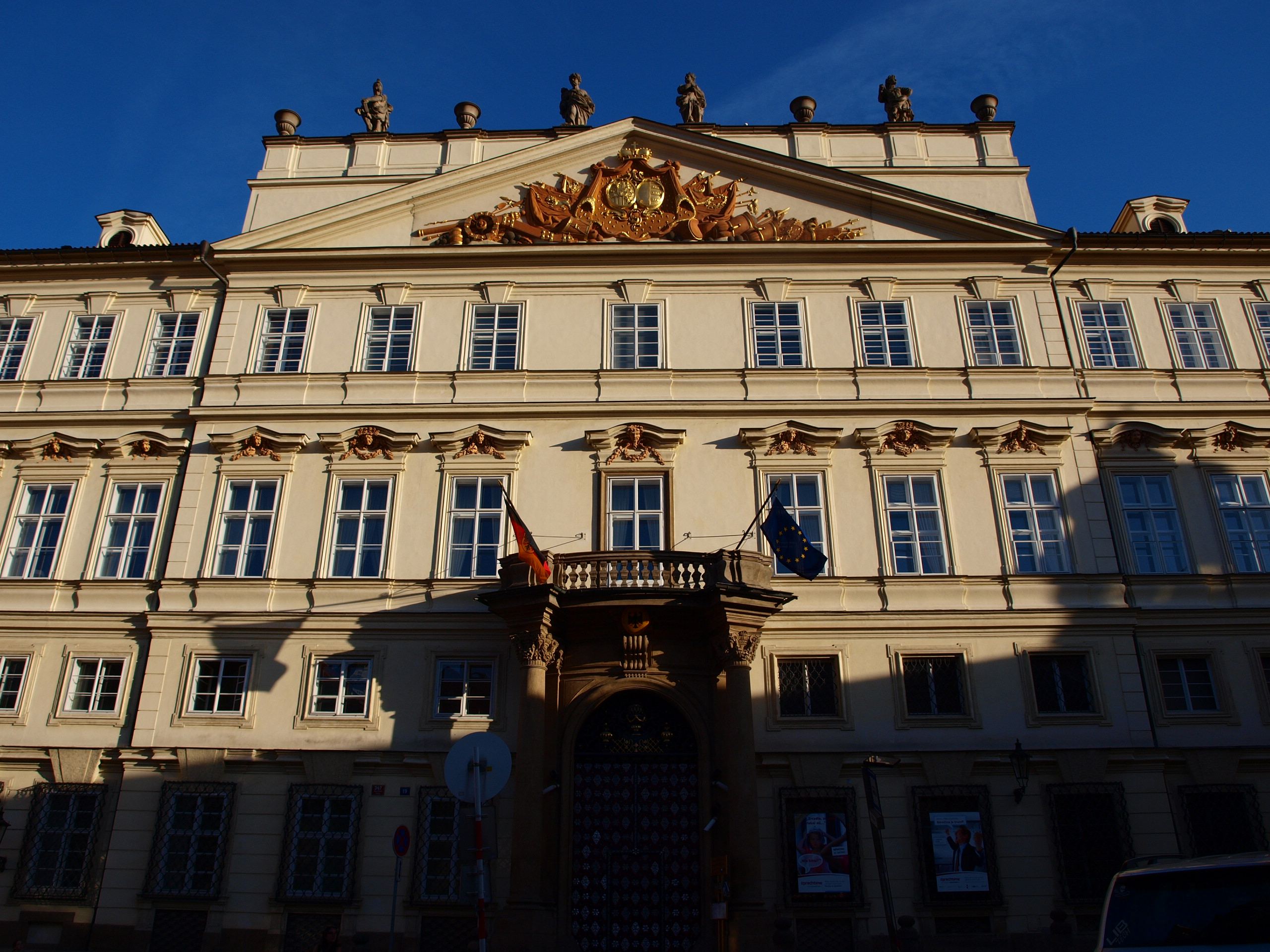
Лобковицкий дворец в Праге

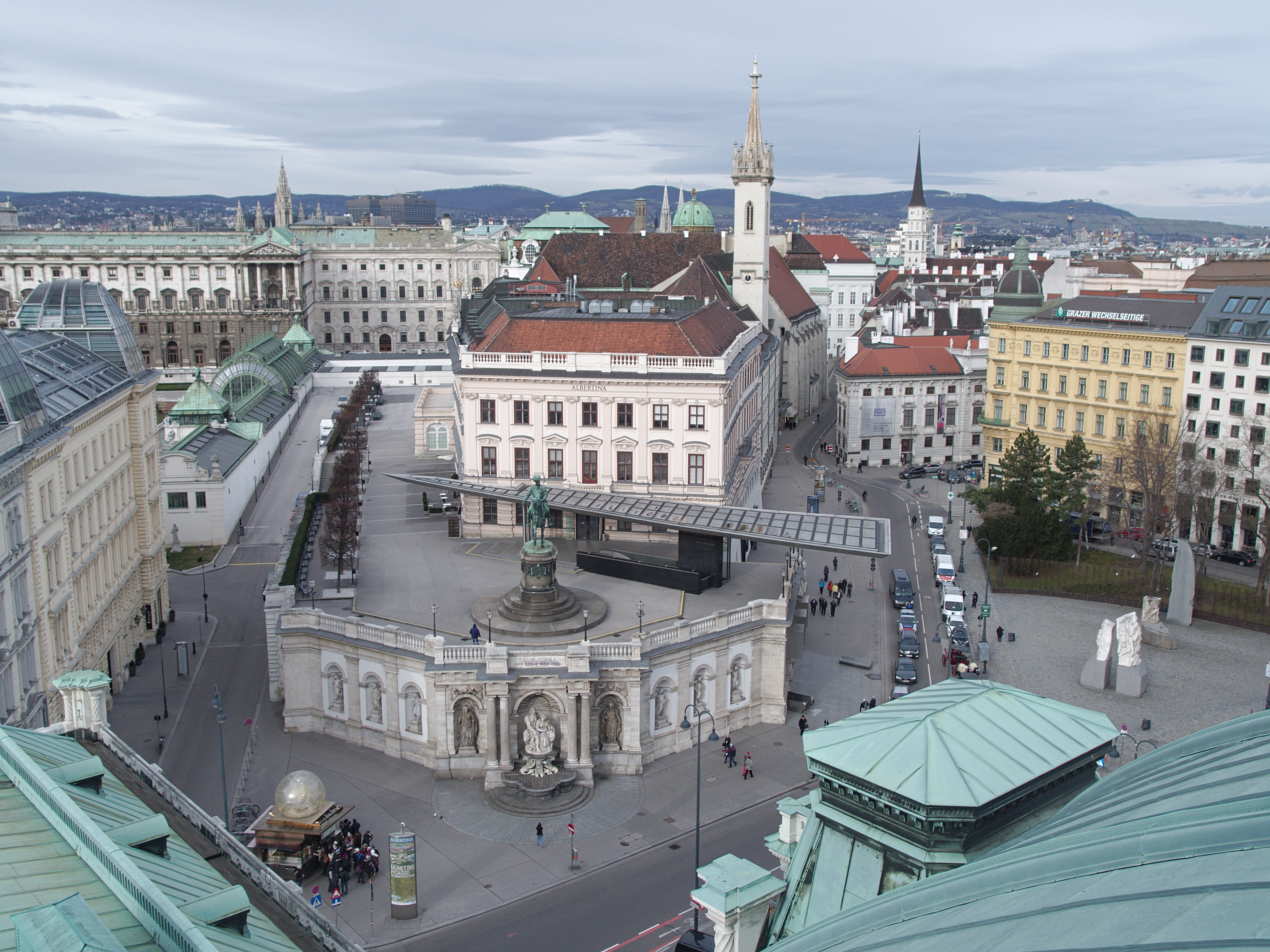
Лобковицкий дворец (Вена) в Вене

- Богуслав Гасиштейнский из Лобковиц (1462—1510) — один из лучших поэтов эпохи гуманизма, противник гуситов, писал в основном на латыни. Прозван «чешским Улиссом».
- Ян Гасиштейнский из Лобковиц (1450—1517) — брат предыдущего, дипломат на службе короля Владислава II. Оставил поучение сыну Ярославу и простодушное описание своего паломничества в Иерусалим.
- Вилем Старший Попел из Лобковиц (1567—1626) — один из лидеров восстания чешских сословий, участник второй пражской дефенестрации (собственноручно выбросил из окна королевского наместника Ярослава из Мартиниц), высочайший гофмистр Чешского королевства (1618—1620)[2].
- Зденек Войтех Попел из Лобковиц (1568—1628) — высочайший канцлер Чешского королевства (с 1599), верный католик и сторонник Габсбургов во время восстания чешских сословий (1618—1620), имперский князь (с 1623), 1-й князь Лобковиц и владарж Лобковицкого дома (с 1624).
- Венцель Эусебиус фон Лобковиц (1609—1677) — 2-й князь Лобковиц, герцог Саганский (с 1646), министр императора Леопольда I, противился войне с Людовиком XIV, которому поклонялся; за презрительные выражения об императоре был сослан в Раудниц.
- Князь Георг-Христиан Лобковиц (1702—1753) — главнокомандующий итальянской армии во время Войны за австрийское наследство, вытеснил из Римини испанцев.
  - Князь Август Йозеф фон Лобковиц (1729—1803) — австрийский военный деятель и дипломат.
- Князь Йозеф-Мария (Иосиф-Мария Карл) фон Лобковиц (1724—1802) — фельдмаршал австрийской империи, многолетний австрийский посол в Санкт-Петербурге, деятельный участник разделов Польши.
- Князь Франц Йозеф Максимилиан Лобковиц (1772—1816) — генерал-майор австрийской армии, 7-й князь Лобковиц, 1-й герцог Роудницкий (с 1786), покровитель Бетховена и Гайдна, которые посвящали ему свои сочинения.
- Князь Август-Лонгин Лобковиц (1797—1842) — герцог Роудницкий, австрийский губернатор Галиции. Отозван за покровительство полякам, бежавшим от царской армии во время восстания 1831 года.
- Князь Йиржи Кристиан Лобковиц (1835—1908) — герцог Роудницкий, вождь партии чешских землевладельцев в ландтаге, всю жизнь отстаивавший чешское представительство в управлении Богемией от немецких притязаний.

### Современные Лобковицы
- Ярослав Лобковиц (род. 1942) — политик и предприниматель, депутат Палаты депутатов (1998—2006; 2010—2017), депутат регионального собрания Плзеньского края (2004—2012; 2018—2020) и депутат городского собрания Пльзеня (1998—2002).
- Йиржи Лобковиц (род. 1956) — уроженец Швейцарии, председатель чешской партии «Путь перемен» (2001—2009).
- Михал Лобковиц (род. 1964) — министр обороны Чехии в 1997—1998 годы.
- Франтишек Вацлав Лобковиц (1948—2022) — епископ Остравский в 1996—2022 годах.